# I sei giorni del Condor
I sei giorni del Condor (Six Days of the Condor) è un romanzo di spionaggio scritto da James Grady nel 1974.
Tradotto in più di dieci lingue, è apparso in italiano nell'anno 1975.

## Trama
Washington. Ronald Malcolm è un ricercatore della CIA che lavora sotto copertura nell'attività di Open Source Intelligence, ovvero la raccolta di informazioni tratte da  fonti aperte. Nella fattispecie il suo reparto, American Literary Historical Society, si occupa di esaminare le trame dei libri gialli per scoprire coincidenze fra la narrazione e i fatti criminali che avvengono nel mondo reale.
Benché il suo ufficio non sia apparentemente un obiettivo sensibile, una mattina, durante una pausa in cui Malcolm esce per andare ad acquistare del cibo per sé e i colleghi, un gruppo di fuoco si introduce nei locali e uccide tutti gli impiegati lì presenti. Al rientro in ufficio Malcolm scopre l'eccidio e si rende conto di essere sopravvissuto per puro caso; essendo l'unico superstite su di lui si concentrano i sospetti delle forze di sicurezza americane che si mettono alla sua caccia. Malcolm, nome in codice Condor, inizia così una fuga di sei giorni nella quale fortunosamente riesce a non farsi rintracciare nemmeno dai doppiogiochisti e dai criminali che hanno scatenato la drammatica sequenza di eventi per nascondere un traffico di droga.

## Adattamenti
Dal romanzo è stato tratto il film I tre giorni del Condor del 1975 diretto da Sydney Pollack. Interpreti principali: Robert Redford (Turner), Faye Dunaway (Kathy Hale), Cliff Robertson (Higgins), Max von Sydow (Joubert), Tina Chen (Janice). 
Nel 2018 su Prime Video esce la prima stagione (formata da dieci puntate) della serie Condor e nel 2020 la seconda, anch'essa formata di dieci puntate.

## Edizioni in italiano
- James Grady, I sei giorni del Condor, traduzione di Argia Micchettoni, Collana Le Scale, Rizzoli, Milano 1975
- James Grady, I sei giorni del Condor, traduzione di Argia Micchettoni, Biblioteca universale Rizzoli, Milano 1977
- James Grady, I sei giorni del Condor, Collana Supersaggi Rizzoli, Milano 1980
- James Grady, I sei giorni del Condor, traduzione di Argia Micchettoni, Collana I cinque volti del romanzo 3; Biblioteca universale Rizzoli, Milano 1984
- James Grady, I sei giorni del Condor, Mondadori-De Agostini, Novara 1986
- James Grady, I sei giorni del condor, traduzione di Argia Micchettoni, Superbur 220; Rizzoli, Milano 1997,
- James Grady, I sei giorni del Condor, traduzione di Argia Micchettoni, Net, Milano 2002
- James Grady, I sei giorni del Condor, BUR, Milano 2015